# Jean-Pierre Granger
Jean-Pierre Granger (n. 11 martie 1779, Paris, Regatul Franței – d. 1 decembrie 1840, Paris, Franța) a fost un pictor francez care a lucrat în stilul neoclasic. Este cunoscut în primul rând pentru portrete, picturi de subiecte istorice și scene mitologice, dar a creat și numeroase lucrări religioase. Unele surse îl numesc în mod incorect Jean-Perrin.

## Biografie
Tatăl lui era un geamgiu. La vârsta de șase ani, a devenit toboșar în „Régiment Royal-Bonbons”,  o ramură pentru copii a Gărzilor Franceze, care era menită să ofere „antrenament bărbătesc, patriotic”, dar a servit și ca formă de distracție pentru Delfin.
Doi ani mai târziu, tatăl său a făcut cunoștință cu Angélique Briceau (fl.1780-1800), acuarelistă care le dădea lecții amândurora. La scurt timp, aceasta s-a căsătorit cu Louis-Jean Allais, care apoi le-a dat lecții de gravură. Granger a lucrat ca gravor timp de șapte ani, dar în cele din urmă s-a simțit constrâns de limitele acelui mediu și a intrat în atelierele lui Jean-Baptiste Regnault pentru a studia pictura în ulei. Patru ani mai târziu, a lucrat îndeaproape cu Jacques-Louis David.
În 1800, i s-a acordat Prix de Rome pentru pictura sa cu Antioh trimițându-și fiul la Scipio. Colegul său, Ingres, care a ajuns pe locul al doilea, l-a acuzat pe David că și-a folosit influența asupra juriului.

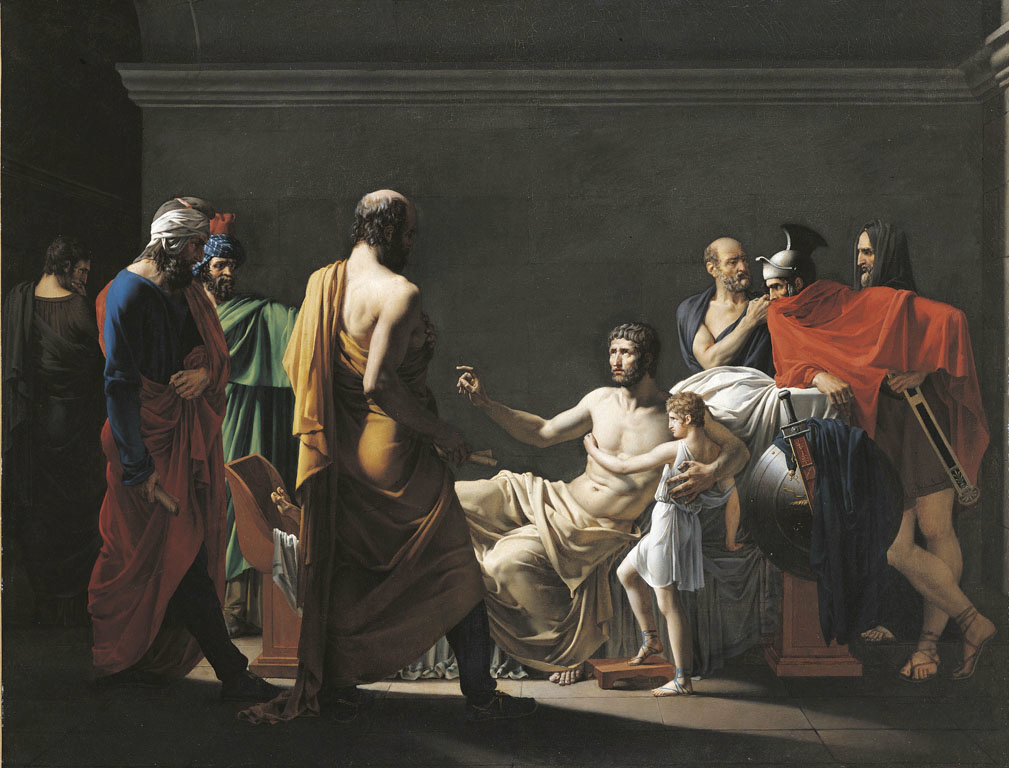
Antioh își trimite fiul la Scipio (1800)

În timp ce se afla la Roma, a lucrat pentru Lucien Bonaparte, realizând schițe și picturi ale colecției de antichități a prințului. De asemenea, a început un portret al soției lui Bonaparte, Alexandrine de Bleschamp, dar el (și alții) l-au găsit nesatisfăcător, așa că l-a transformat într-un tablou al unei doamne anonime a curții. Acest portret (aflat acum la Luvru) i-a plăcut atât de mult încât s-a căsătorit cu modelul, Jeanne-Catherine Delaigle.
S-a întors la Paris în 1812 și a expus anual la Salon⁠(d) până la moartea sa, primind medalii în 1812, 1817 și 1820.
Fiica sa, Eléonore Palmyre (1819-1874), pianistă, s-a căsătorit cu scriitorul Paul Meurice⁠(d). Portretul ei a fost pictat de Ingres, care se pare că trecuse peste ranchiuna lui și devenise nașul ei. În prezent este expus la Maison de Victor Hugo⁠(d).